# Сен-Жан-дез-Ессартьє
Сен-Жан-дез-Ессартьє́ (фр. Saint-Jean-des-Essartiers) — колишній муніципалітет у Франції, у регіоні Нормандія, департамент Кальвадос. Населення — 211 осіб (2011).
Муніципалітет був розташований на відстані близько 240 км на захід від Парижа, 38 км на південний захід від Кана.

## Історія
До 2015 року муніципалітет перебував у складі регіону Нижня Нормандія. Від 1 січня 2016 року належав до нового об'єднаного регіону Нормандія.
1 січня 2017 року Сен-Жан-дез-Ессартьє, Дамп'єрр, Ла-Ланд-сюр-Дром i Сет-Ван було об'єднано в новий муніципалітет Валь-де-Дром.

## Демографія
Динаміка населення (INSEE ):
Розподіл населення за віком та статтю (2006):
| Стать | Всього | До 15 років | 15-24 | 25-44 | 45-64 | 65-85 | Понад 85 |
| --- | ------ | ----------- | ----- | ----- | ----- | ----- | -------- |
| Чоловіки | 95     | 25          | 16    | 21    | 21    | 12    | 0        |
| Жінки | 102    | 24          | 4     | 16    | 16    | 38    | 4        |
| \| Статево-вікова піраміда \| Статево-вікова піраміда \| Статево-вікова піраміда \| \| ----------------------- \| ----------------------- \| ----------------------- \| \| Чоловіки \| Вік \| Жінки \| \| 0 \| 85 + \| 4 \| \| 4 \| 80-84 \| 17 \| \| 4 \| 75-79 \| 8 \| \| 4 \| 70-74 \| 13 \| \| 0 \| 65-69 \| 0 \| \| 0 \| 60-64 \| 0 \| \| 13 \| 55-59 \| 4 \| \| 0 \| 50-54 \| 4 \| \| 8 \| 45-49 \| 8 \| \| 4 \| 40-44 \| 4 \| \| 4 \| 35-39 \| 4 \| \| 0 \| 30-34 \| 4 \| \| 13 \| 25-29 \| 4 \| \| 8 \| 20-24 \| 0 \| \| 8 \| 15-20 \| 4 \| \| 13 \| 10-14 \| 8 \| \| 8 \| 5-9 \| 8 \| \| 4 \| 0-4 \| 8 \| |        |             |       |       |       |       |          |
| Статево-вікова піраміда |        |             |       |       |       |       |          |
| Чоловіки | Вік    | Жінки       |       |       |       |       |          |
| 0 | 85 +   | 4           |       |       |       |       |          |
| 4 | 80-84  | 17          |       |       |       |       |          |
| 4 | 75-79  | 8           |       |       |       |       |          |
| 4 | 70-74  | 13          |       |       |       |       |          |
| 0 | 65-69  | 0           |       |       |       |       |          |
| 0 | 60-64  | 0           |       |       |       |       |          |
| 13 | 55-59  | 4           |       |       |       |       |          |
| 0 | 50-54  | 4           |       |       |       |       |          |
| 8 | 45-49  | 8           |       |       |       |       |          |
| 4 | 40-44  | 4           |       |       |       |       |          |
| 4 | 35-39  | 4           |       |       |       |       |          |
| 0 | 30-34  | 4           |       |       |       |       |          |
| 13 | 25-29  | 4           |       |       |       |       |          |
| 8 | 20-24  | 0           |       |       |       |       |          |
| 8 | 15-20  | 4           |       |       |       |       |          |
| 13 | 10-14  | 8           |       |       |       |       |          |
| 8 | 5-9    | 8           |       |       |       |       |          |
| 4 | 0-4    | 8           |       |       |       |       |          |

## Економіка
2010 року серед 123 осіб працездатного віку (15—64 років) 87 були активними, 36 — неактивними (показник активності 70,7%, у 1999 році було 68,9%). З 87 активних мешканців працювало 77 осіб (49 чоловіків та 28 жінок), безробітними було 10 (4 чоловіки та 6 жінок). Серед 36 неактивних 7 осіб було учнями чи студентами, 10 — пенсіонерами, 19 були неактивними з інших причин.

У 2010 році в муніципалітеті числилось 81 оподатковане домогосподарство, у яких проживали 216,0 особи, медіана доходів виносила 15 727 євро на одного особоспоживача